# Lieja-Bastogne-Lieja 2025
La Lieja-Bastogne-Lieja 2025 (oficialment Liège-Bastogne-Liège 2025) fou la 111a edició de la cursa ciclista Lieja-Bastogne-Lieja i el quart dels monuments del ciclisme de la temporada 2025. Es disputà el 27 d'abril de 2025 sobre un recorregut de 252 quilòmetres. La cursa tancà el cicle de les clàssiques de les Ardenes i fou el 19è esdeveniment de l'UCI World Tour 2025.
Tadej Pogačar (UAE Team Emirates XRG) se'n proclamà vencedor i aconseguí la seva tercera victòria (segona consecutiva) en la Lieja-Bastogne-Lieja després d'escapar-se en solitari a falta de 35 quilòmetres. L'eslovè arribà a Lieja amb 1 minut i 3 segons d’avantatge sobre un duet que s'havia escapat poc després del seu atac i que estava format per l’italià Giulio Ciccione (Lidl-Trek) i l’irlandès Ben Healy (EF Education), que foren el segon i el tercer, respectivament.

## Equips
Vint-i-cinc equips participaren a la cursa, 18 dels quals eren els equips del WorldTour, que hi han de participar obligatòriament, i 7 eren equips de l'UCI ProTeam.
| WorldTeams (18)- EF Education-EasyPost - Alpecin-Deceuninck - Arkéa-B&B Hotels - XDS Astana Team - Bahrain-Victorious - Cofidis - Decathlon AG2R La Mondiale Team - Groupama-FDJ - Ineos Grenadiers - Intermarché-Wanty - Lidl-Trek - Movistar Team - Red Bull-BORA-hansgrohe - Soudal Quick-Step - Team Picnic-PostNL - Team Jayco AlUla - Team Visma \| Lease a Bike - UAE Team Emirates XRG ProTeams (7)- Wagner Bazin WB - Lotto - Q36.5 Pro Cycling Team - Team TotalEnergies - Tudor Pro Cycling Team - Israel-Premier Tech - Uno-X Mobility |
| |

## Classificació final
| \| Classificació general \| Classificació general \| Classificació general \| Classificació general \| Classificació general \| \| Corredor \| Corredor \| Equip \| Temps \| \| \| --------------------- \| --------------------- \| --------------------- \| --------------------- \| --------------------- \| |          |       |       |
| |          |       |       |
| Font: ProCyclingStats |          |       |       |
| Classificació general |          |       |       |
| Corredor | Corredor | Equip | Temps |

## Participants
| UAE Team Emirates XRG UAD | UAE Team Emirates XRG UAD  | UAE Team Emirates XRG UAD |
| ------------------------- | -------------------------- | ------------------------- |
| Núm                       | Ciclista                   | Pos                       |
| 1                         | Tadej Pogačar (SLO) (ruta) |                           |
| 2                         | Felix Großschartner (AUT)  |                           |
| 3                         | Vegard Stake Laengen (NOR) |                           |
| 4                         | Brandon McNulty (USA)      |                           |
| 5                         | Domen Novak (SLO) (ruta)   |                           |
| 6                         | Pàvel Sivakov (FRA)        |                           |
| 7                         | Florian Vermeersch (BEL)   |                           |

| Team Picnic-PostNL TPP | Team Picnic-PostNL TPP | Team Picnic-PostNL TPP |
| ---------------------- | ---------------------- | ---------------------- |
| Núm                    | Ciclista               | Pos                    |
| 11                     | Romain Bardet (FRA)    |                        |
| 12                     | Warren Barguil (FRA)   |                        |
| 13                     | Romain Combaud (FRA)   |                        |
| 14                     | Chris Hamilton (AUS)   |                        |
| 15                     | Enzo Leijnse (NED)     |                        |
| 16                     | Oscar Onley (GBR)      |                        |
| 17                     | Kevin Vermaerke (USA)  |                        |

| Soudal Quick-Step SOQ | Soudal Quick-Step SOQ       | Soudal Quick-Step SOQ |
| --------------------- | --------------------------- | --------------------- |
| Núm                   | Ciclista                    | Pos                   |
| 21                    | Remco Evenepoel (BEL)       |                       |
| 22                    | Gil Gelders (BEL)           |                       |
| 23                    | Maximilian Schachmann (GER) |                       |
| 24                    | Pieter Serry (BEL)          |                       |
| 25                    | Mauri Vansevenant (BEL)     |                       |
| 26                    | Ilan Van Wilder (BEL)       |                       |
| 27                    | Louis Vervaeke (BEL)        |                       |

| Q36.5 Pro Cycling Team Q36 | Q36.5 Pro Cycling Team Q36       | Q36.5 Pro Cycling Team Q36 |
| -------------------------- | -------------------------------- | -------------------------- |
| Núm                        | Ciclista                         | Pos                        |
| 31                         | Thomas Pidcock (GBR)             |                            |
| 32                         | Xabier Mikel Azparren (ESP)      |                            |
| 33                         | Marcel Camprubí Pijoan (ESP)     |                            |
| 34                         | David de la Cruz Melgarejo (ESP) |                            |
| 35                         | Mark Donovan (GBR)               |                            |
| 36                         | Milan Vader (NED)                |                            |
| 37                         | Nickolas Zukowsky (CAN)          |                            |

| Arkéa-B&B Hotels ARK | Arkéa-B&B Hotels ARK     | Arkéa-B&B Hotels ARK |
| -------------------- | ------------------------ | -------------------- |
| Núm                  | Ciclista                 | Pos                  |
| 41                   | Kévin Vauquelin (FRA)    |                      |
| 42                   | Anthony Delaplace (FRA)  |                      |
| 43                   | Raúl García Pierna (ESP) |                      |
| 44                   | Simon Guglielmi (FRA)    |                      |
| 45                   | Laurens Huys (BEL)       |                      |
| 46                   | Mathis Le Berre (FRA)    |                      |
| 47                   | Louis Rouland (FRA)      |                      |

| Red Bull-Bora-Hansgrohe RBH | Red Bull-Bora-Hansgrohe RBH  | Red Bull-Bora-Hansgrohe RBH |
| --------------------------- | ---------------------------- | --------------------------- |
| Núm                         | Ciclista                     | Pos                         |
| 51                          | Maxim Van Gils (BEL)         |                             |
| 52                          | Roger Adrià Oliveras (ESP)   |                             |
| 53                          | Jonas Koch (GER)             |                             |
| 54                          | Daniel Martínez Poveda (COL) |                             |
| 55                          | Gianni Moscon (ITA)          |                             |
| 56                          | Giulio Pellizzari (ITA)      |                             |
| 57                          | Frederik Wandahl (DEN)       |                             |

| Tudor Pro Cycling Team TUD | Tudor Pro Cycling Team TUD | Tudor Pro Cycling Team TUD |
| -------------------------- | -------------------------- | -------------------------- |
| Núm                        | Ciclista                   | Pos                        |
| 61                         | Julian Alaphilippe (FRA)   |                            |
| 62                         | Marco Brenner (GER) (ruta) |                            |
| 63                         | Miká Heming (GER)          |                            |
| 64                         | Marc Hirschi (SUI)         |                            |
| 65                         | Yannis Voisard (SUI)       |                            |
| 66                         | Fabian Weiss (SUI)         |                            |
| 67                         | Hannes Wilksch (GER)       |                            |

| Israel-Premier Tech IPT | Israel-Premier Tech IPT | Israel-Premier Tech IPT |
| ----------------------- | ----------------------- | ----------------------- |
| Núm                     | Ciclista                | Pos                     |
| 71                      | Aleksei Lutsenko (KAZ)  |                         |
| 72                      | George Bennett (NZL)    | NP                      |
| 73                      | Joseph Blackmore (GBR)  |                         |
| 74                      | Simon Clarke (AUS)      |                         |
| 75                      | Jakob Fuglsang (DEN)    |                         |
| 76                      | Nick Schultz (AUS)      |                         |
| 77                      | Stephen Williams (GBR)  |                         |

| Ineos Grenadiers IGD | Ineos Grenadiers IGD        | Ineos Grenadiers IGD |
| -------------------- | --------------------------- | -------------------- |
| Núm                  | Ciclista                    | Pos                  |
| 81                   | Carlos Rodríguez Cano (ESP) |                      |
| 82                   | Laurens De Plus (BEL)       |                      |
| 83                   | Tobias Foss (NOR)           |                      |
| 84                   | Bob Jungels (LUX)           |                      |
| 85                   | Axel Laurance (FRA)         |                      |
| 86                   | Magnus Sheffield (USA)      |                      |
| 87                   | Geraint Thomas (GBR)        |                      |

| Lidl-Trek LTK | Lidl-Trek LTK           | Lidl-Trek LTK |
| ------------- | ----------------------- | ------------- |
| Núm           | Ciclista                | Pos           |
| 91            | Mattias Skjelmose (DEN) |               |
| 92            | Andrea Bagioli (ITA)    |               |
| 93            | Julien Bernard (FRA)    |               |
| 94            | Giulio Ciccone (ITA)    |               |
| 95            | Patrick Konrad (AUT)    |               |
| 96            | Thibau Nys (BEL)        |               |
| 97            | Otto Vergaerde (BEL)    |               |

| Groupama-FDJ GFC | Groupama-FDJ GFC                | Groupama-FDJ GFC |
| ---------------- | ------------------------------- | ---------------- |
| Núm              | Ciclista                        | Pos              |
| 101              | Romain Grégoire (FRA)           |                  |
| 102              | Rémi Cavagna (FRA)              |                  |
| 103              | Kevin Geniets (LUX) (ruta)      |                  |
| 104              | Valentin Madouas (FRA)          |                  |
| 105              | Guillaume Martin-Guyonnet (FRA) |                  |
| 106              | Rudy Molard (FRA)               |                  |
| 107              | Quentin Pacher (FRA)            |                  |

| Alpecin-Deceuninck ADC | Alpecin-Deceuninck ADC | Alpecin-Deceuninck ADC |
| ---------------------- | ---------------------- | ---------------------- |
| Núm                    | Ciclista               | Pos                    |
| 111                    | Quinten Hermans (BEL)  |                        |
| 112                    | Tobias Bayer (AUT)     |                        |
| 113                    | Ramses Debruyne (BEL)  |                        |
| 114                    | Gal Glivar (SLO)       |                        |
| 115                    | Xandro Meurisse (BEL)  |                        |
| 116                    | Stan Van Tricht (BEL)  |                        |
| 117                    | Emiel Verstrynge (BEL) |                        |

| Decathlon-AG2R La Mondiale DAT | Decathlon-AG2R La Mondiale DAT | Decathlon-AG2R La Mondiale DAT |
| ------------------------------ | ------------------------------ | ------------------------------ |
| Núm                            | Ciclista                       | Pos                            |
| 121                            | Aurélien Paret-Peintre (FRA)   |                                |
| 122                            | Clément Berthet (FRA)          |                                |
| 123                            | Noa Isidore (FRA)              |                                |
| 124                            | Jordan Labrosse (FRA)          |                                |
| 125                            | Nans Peters (FRA)              |                                |
| 126                            | Callum Scotson (AUS)           |                                |
| 127                            | Bastien Tronchon (FRA)         |                                |

| XDS Astana Team XAT | XDS Astana Team XAT       | XDS Astana Team XAT |
| ------------------- | ------------------------- | ------------------- |
| Núm                 | Ciclista                  | Pos                 |
| 131                 | Clément Champoussin (FRA) |                     |
| 132                 | Nicola Conci (ITA)        |                     |
| 133                 | Anton Kuzmin (KAZ)        |                     |
| 134                 | Cristian Scaroni (ITA)    |                     |
| 135                 | Ide Schelling (NED)       |                     |
| 136                 | Diego Ulissi (ITA)        |                     |
| 137                 | Simone Velasco (ITA)      |                     |

| Bahrain Victorious TBV | Bahrain Victorious TBV              | Bahrain Victorious TBV |
| ---------------------- | ----------------------------------- | ---------------------- |
| Núm                    | Ciclista                            | Pos                    |
| 141                    | Santiago Buitrago Sánchez (COL)     |                        |
| 142                    | Peio Bilbao López de Armentia (ESP) |                        |
| 143                    | Roman Ermakov (RUS)                 |                        |
| 144                    | Jack Haig (AUS)                     |                        |
| 145                    | Mathijs Paasschens (NED)            |                        |
| 146                    | Robert Stannard (AUS)               |                        |
| 147                    | Edoardo Zambanini (ITA)             |                        |

| Team Visma \| Lease a Bike TVL | Team Visma \| Lease a Bike TVL | Team Visma \| Lease a Bike TVL |
| ------------------------------ | ------------------------------ | ------------------------------ |
| Núm                            | Ciclista                       | Pos                            |
| 151                            | Tiesj Benoot (BEL)             |                                |
| 152                            | Tijmen Graat (NED)             |                                |
| 153                            | Ben Tulett (GBR)               |                                |
| 154                            | Attila Valter (HUN) (ruta)     |                                |
| 155                            | Loe van Belle (NED)            |                                |
| 156                            | Tosh Van der Sande (BEL)       |                                |
| 157                            | Julien Vermote (BEL)           |                                |

| Movistar Team MOV | Movistar Team MOV                 | Movistar Team MOV |
| ----------------- | --------------------------------- | ----------------- |
| Núm               | Ciclista                          | Pos               |
| 161               | Enric Mas Nicolau (ESP)           |                   |
| 162               | Jorge Arcas (ESP)                 |                   |
| 163               | Nélson Oliveira (POR)             |                   |
| 164               | Davide Formolo (ITA)              |                   |
| 165               | Ruben Guerreiro (POR)             |                   |
| 166               | Gregor Mühlberger (AUT)           |                   |
| 167               | Mathias Norsgaard Jørgensen (DEN) |                   |

| Cofidis COF | Cofidis COF                          | Cofidis COF |
| ----------- | ------------------------------------ | ----------- |
| Núm         | Ciclista                             | Pos         |
| 171         | Alexander Aranburu Deba (ESP) (ruta) |             |
| 172         | Valentin Ferron (FRA)                |             |
| 173         | Ion Izagirre Insausti (ESP)          |             |
| 174         | Jan Maas (NED)                       |             |
| 175         | Sylvain Moniquet (BEL)               |             |
| 176         | Paul Ourselin (FRA)                  |             |
| 177         | Dylan Teuns (BEL)                    |             |

| Uno-X Mobility UXM | Uno-X Mobility UXM               | Uno-X Mobility UXM |
| ------------------ | -------------------------------- | ------------------ |
| Núm                | Ciclista                         | Pos                |
| 181                | Magnus Cort Nielsen (DEN)        |                    |
| 182                | Martin Bugge Urianstad (NOR)     |                    |
| 183                | Fredrik Dversnes (NOR)           |                    |
| 184                | Ådne Holter (NOR)                |                    |
| 185                | Anders Halland Johannessen (NOR) |                    |
| 186                | Andreas Leknessund (NOR)         |                    |
| 187                | Sakarias Koller Løland (NOR)     |                    |

| EF Education-EasyPost EFE | EF Education-EasyPost EFE | EF Education-EasyPost EFE |
| ------------------------- | ------------------------- | ------------------------- |
| Núm                       | Ciclista                  | Pos                       |
| 191                       | Ben Healy (IRL)           |                           |
| 192                       | Kasper Asgreen (DEN)      |                           |
| 193                       | Samuele Battistella (ITA) |                           |
| 194                       | Alex Baudin (FRA)         |                           |
| 195                       | Neilson Powless (USA)     |                           |
| 196                       | Archie Ryan (IRL)         |                           |
| 197                       | Harry Sweeny (AUS)        |                           |

| Team Jayco AlUla JAY | Team Jayco AlUla JAY      | Team Jayco AlUla JAY |
| -------------------- | ------------------------- | -------------------- |
| Núm                  | Ciclista                  | Pos                  |
| 201                  | Ben O'Connor (AUS)        |                      |
| 202                  | Koen Bouwman (NED)        |                      |
| 203                  | Chris Harper (AUS)        |                      |
| 204                  | Michael Hepburn (AUS)     |                      |
| 205                  | Michael Matthews (AUS)    |                      |
| 206                  | Mauro Schmid (SUI) (ruta) |                      |
| 207                  | Filippo Zana (ITA)        |                      |

| Intermarché-Wanty IWA | Intermarché-Wanty IWA  | Intermarché-Wanty IWA |
| --------------------- | ---------------------- | --------------------- |
| Núm                   | Ciclista               | Pos                   |
| 211                   | Louis Barré (FRA)      |                       |
| 212                   | Kamiel Bonneu (BEL)    |                       |
| 213                   | Dries De Pooter (BEL)  |                       |
| 214                   | Alexander Kamp (DEN)   |                       |
| 215                   | Gerben Kuypers (BEL)   |                       |
| 216                   | Tom Paquot (BEL)       |                       |
| 217                   | Georg Zimmermann (GER) |                       |

| Lotto LOT | Lotto LOT                   | Lotto LOT |
| --------- | --------------------------- | --------- |
| Núm       | Ciclista                    | Pos       |
| 221       | Lennert Van Eetvelt (BEL)   |           |
| 222       | Logan Currie (NZL)          |           |
| 223       | Jarrad Drizners (AUS)       |           |
| 224       | Arjen Livyns (BEL)          |           |
| 225       | Eduardo Sepúlveda (ARG)     |           |
| 226       | Reuben Thompson (NZL)       |           |
| 227       | Jonas Gregaard Wilsly (DEN) |           |

| Team TotalEnergies TEN | Team TotalEnergies TEN   | Team TotalEnergies TEN |
| ---------------------- | ------------------------ | ---------------------- |
| Núm                    | Ciclista                 | Pos                    |
| 231                    | Jordan Jegat (FRA)       |                        |
| 232                    | Rayan Boulahoite (FRA)   |                        |
| 233                    | Mathieu Burgaudeau (FRA) |                        |
| 234                    | Fabien Doubey (FRA)      |                        |
| 235                    | Fabien Grellier (FRA)    |                        |
| 236                    | Alan Retailleau (FRA)    |                        |
| 237                    | Baptiste Vadic (FRA)     |                        |

| Wagner Bazin WB WB2 | Wagner Bazin WB WB2         | Wagner Bazin WB WB2 |
| ------------------- | --------------------------- | ------------------- |
| Núm                 | Ciclista                    | Pos                 |
| 241                 | Floris De Tier (BEL)        |                     |
| 242                 | Luca De Meester (BEL)       |                     |
| 243                 | Ceriel Desal (BEL)          |                     |
| 244                 | Johan Meens (BEL)           |                     |
| 245                 | Henri-François Haquin (FRA) |                     |
| 246                 | Leander Van Hautegem (BEL)  |                     |
| 247                 | Loïc Vliegen (BEL)          |                     |

| UAE Team Emirates XRG UAD | UAE Team Emirates XRG UAD  | UAE Team Emirates XRG UAD |
| ------------------------- | -------------------------- | ------------------------- |
| Núm                       | Ciclista                   | Pos                       |
| 1                         | Tadej Pogačar (SLO) (ruta) |                           |
| 2                         | Felix Großschartner (AUT)  |                           |
| 3                         | Vegard Stake Laengen (NOR) |                           |
| 4                         | Brandon McNulty (USA)      |                           |
| 5                         | Domen Novak (SLO) (ruta)   |                           |
| 6                         | Pàvel Sivakov (FRA)        |                           |
| 7                         | Florian Vermeersch (BEL)   |                           |

| Team Picnic-PostNL TPP | Team Picnic-PostNL TPP | Team Picnic-PostNL TPP |
| ---------------------- | ---------------------- | ---------------------- |
| Núm                    | Ciclista               | Pos                    |
| 11                     | Romain Bardet (FRA)    |                        |
| 12                     | Warren Barguil (FRA)   |                        |
| 13                     | Romain Combaud (FRA)   |                        |
| 14                     | Chris Hamilton (AUS)   |                        |
| 15                     | Enzo Leijnse (NED)     |                        |
| 16                     | Oscar Onley (GBR)      |                        |
| 17                     | Kevin Vermaerke (USA)  |                        |

| Soudal Quick-Step SOQ | Soudal Quick-Step SOQ       | Soudal Quick-Step SOQ |
| --------------------- | --------------------------- | --------------------- |
| Núm                   | Ciclista                    | Pos                   |
| 21                    | Remco Evenepoel (BEL)       |                       |
| 22                    | Gil Gelders (BEL)           |                       |
| 23                    | Maximilian Schachmann (GER) |                       |
| 24                    | Pieter Serry (BEL)          |                       |
| 25                    | Mauri Vansevenant (BEL)     |                       |
| 26                    | Ilan Van Wilder (BEL)       |                       |
| 27                    | Louis Vervaeke (BEL)        |                       |

| Q36.5 Pro Cycling Team Q36 | Q36.5 Pro Cycling Team Q36       | Q36.5 Pro Cycling Team Q36 |
| -------------------------- | -------------------------------- | -------------------------- |
| Núm                        | Ciclista                         | Pos                        |
| 31                         | Thomas Pidcock (GBR)             |                            |
| 32                         | Xabier Mikel Azparren (ESP)      |                            |
| 33                         | Marcel Camprubí Pijoan (ESP)     |                            |
| 34                         | David de la Cruz Melgarejo (ESP) |                            |
| 35                         | Mark Donovan (GBR)               |                            |
| 36                         | Milan Vader (NED)                |                            |
| 37                         | Nickolas Zukowsky (CAN)          |                            |

| Arkéa-B&B Hotels ARK | Arkéa-B&B Hotels ARK     | Arkéa-B&B Hotels ARK |
| -------------------- | ------------------------ | -------------------- |
| Núm                  | Ciclista                 | Pos                  |
| 41                   | Kévin Vauquelin (FRA)    |                      |
| 42                   | Anthony Delaplace (FRA)  |                      |
| 43                   | Raúl García Pierna (ESP) |                      |
| 44                   | Simon Guglielmi (FRA)    |                      |
| 45                   | Laurens Huys (BEL)       |                      |
| 46                   | Mathis Le Berre (FRA)    |                      |
| 47                   | Louis Rouland (FRA)      |                      |

| Red Bull-Bora-Hansgrohe RBH | Red Bull-Bora-Hansgrohe RBH  | Red Bull-Bora-Hansgrohe RBH |
| --------------------------- | ---------------------------- | --------------------------- |
| Núm                         | Ciclista                     | Pos                         |
| 51                          | Maxim Van Gils (BEL)         |                             |
| 52                          | Roger Adrià Oliveras (ESP)   |                             |
| 53                          | Jonas Koch (GER)             |                             |
| 54                          | Daniel Martínez Poveda (COL) |                             |
| 55                          | Gianni Moscon (ITA)          |                             |
| 56                          | Giulio Pellizzari (ITA)      |                             |
| 57                          | Frederik Wandahl (DEN)       |                             |

| Tudor Pro Cycling Team TUD | Tudor Pro Cycling Team TUD | Tudor Pro Cycling Team TUD |
| -------------------------- | -------------------------- | -------------------------- |
| Núm                        | Ciclista                   | Pos                        |
| 61                         | Julian Alaphilippe (FRA)   |                            |
| 62                         | Marco Brenner (GER) (ruta) |                            |
| 63                         | Miká Heming (GER)          |                            |
| 64                         | Marc Hirschi (SUI)         |                            |
| 65                         | Yannis Voisard (SUI)       |                            |
| 66                         | Fabian Weiss (SUI)         |                            |
| 67                         | Hannes Wilksch (GER)       |                            |

| Israel-Premier Tech IPT | Israel-Premier Tech IPT | Israel-Premier Tech IPT |
| ----------------------- | ----------------------- | ----------------------- |
| Núm                     | Ciclista                | Pos                     |
| 71                      | Aleksei Lutsenko (KAZ)  |                         |
| 72                      | George Bennett (NZL)    | NP                      |
| 73                      | Joseph Blackmore (GBR)  |                         |
| 74                      | Simon Clarke (AUS)      |                         |
| 75                      | Jakob Fuglsang (DEN)    |                         |
| 76                      | Nick Schultz (AUS)      |                         |
| 77                      | Stephen Williams (GBR)  |                         |

| Ineos Grenadiers IGD | Ineos Grenadiers IGD        | Ineos Grenadiers IGD |
| -------------------- | --------------------------- | -------------------- |
| Núm                  | Ciclista                    | Pos                  |
| 81                   | Carlos Rodríguez Cano (ESP) |                      |
| 82                   | Laurens De Plus (BEL)       |                      |
| 83                   | Tobias Foss (NOR)           |                      |
| 84                   | Bob Jungels (LUX)           |                      |
| 85                   | Axel Laurance (FRA)         |                      |
| 86                   | Magnus Sheffield (USA)      |                      |
| 87                   | Geraint Thomas (GBR)        |                      |

| Lidl-Trek LTK | Lidl-Trek LTK           | Lidl-Trek LTK |
| ------------- | ----------------------- | ------------- |
| Núm           | Ciclista                | Pos           |
| 91            | Mattias Skjelmose (DEN) |               |
| 92            | Andrea Bagioli (ITA)    |               |
| 93            | Julien Bernard (FRA)    |               |
| 94            | Giulio Ciccone (ITA)    |               |
| 95            | Patrick Konrad (AUT)    |               |
| 96            | Thibau Nys (BEL)        |               |
| 97            | Otto Vergaerde (BEL)    |               |

| Groupama-FDJ GFC | Groupama-FDJ GFC                | Groupama-FDJ GFC |
| ---------------- | ------------------------------- | ---------------- |
| Núm              | Ciclista                        | Pos              |
| 101              | Romain Grégoire (FRA)           |                  |
| 102              | Rémi Cavagna (FRA)              |                  |
| 103              | Kevin Geniets (LUX) (ruta)      |                  |
| 104              | Valentin Madouas (FRA)          |                  |
| 105              | Guillaume Martin-Guyonnet (FRA) |                  |
| 106              | Rudy Molard (FRA)               |                  |
| 107              | Quentin Pacher (FRA)            |                  |

| Alpecin-Deceuninck ADC | Alpecin-Deceuninck ADC | Alpecin-Deceuninck ADC |
| ---------------------- | ---------------------- | ---------------------- |
| Núm                    | Ciclista               | Pos                    |
| 111                    | Quinten Hermans (BEL)  |                        |
| 112                    | Tobias Bayer (AUT)     |                        |
| 113                    | Ramses Debruyne (BEL)  |                        |
| 114                    | Gal Glivar (SLO)       |                        |
| 115                    | Xandro Meurisse (BEL)  |                        |
| 116                    | Stan Van Tricht (BEL)  |                        |
| 117                    | Emiel Verstrynge (BEL) |                        |

| Decathlon-AG2R La Mondiale DAT | Decathlon-AG2R La Mondiale DAT | Decathlon-AG2R La Mondiale DAT |
| ------------------------------ | ------------------------------ | ------------------------------ |
| Núm                            | Ciclista                       | Pos                            |
| 121                            | Aurélien Paret-Peintre (FRA)   |                                |
| 122                            | Clément Berthet (FRA)          |                                |
| 123                            | Noa Isidore (FRA)              |                                |
| 124                            | Jordan Labrosse (FRA)          |                                |
| 125                            | Nans Peters (FRA)              |                                |
| 126                            | Callum Scotson (AUS)           |                                |
| 127                            | Bastien Tronchon (FRA)         |                                |

| XDS Astana Team XAT | XDS Astana Team XAT       | XDS Astana Team XAT |
| ------------------- | ------------------------- | ------------------- |
| Núm                 | Ciclista                  | Pos                 |
| 131                 | Clément Champoussin (FRA) |                     |
| 132                 | Nicola Conci (ITA)        |                     |
| 133                 | Anton Kuzmin (KAZ)        |                     |
| 134                 | Cristian Scaroni (ITA)    |                     |
| 135                 | Ide Schelling (NED)       |                     |
| 136                 | Diego Ulissi (ITA)        |                     |
| 137                 | Simone Velasco (ITA)      |                     |

| Bahrain Victorious TBV | Bahrain Victorious TBV              | Bahrain Victorious TBV |
| ---------------------- | ----------------------------------- | ---------------------- |
| Núm                    | Ciclista                            | Pos                    |
| 141                    | Santiago Buitrago Sánchez (COL)     |                        |
| 142                    | Peio Bilbao López de Armentia (ESP) |                        |
| 143                    | Roman Ermakov (RUS)                 |                        |
| 144                    | Jack Haig (AUS)                     |                        |
| 145                    | Mathijs Paasschens (NED)            |                        |
| 146                    | Robert Stannard (AUS)               |                        |
| 147                    | Edoardo Zambanini (ITA)             |                        |

| Team Visma \| Lease a Bike TVL | Team Visma \| Lease a Bike TVL | Team Visma \| Lease a Bike TVL |
| ------------------------------ | ------------------------------ | ------------------------------ |
| Núm                            | Ciclista                       | Pos                            |
| 151                            | Tiesj Benoot (BEL)             |                                |
| 152                            | Tijmen Graat (NED)             |                                |
| 153                            | Ben Tulett (GBR)               |                                |
| 154                            | Attila Valter (HUN) (ruta)     |                                |
| 155                            | Loe van Belle (NED)            |                                |
| 156                            | Tosh Van der Sande (BEL)       |                                |
| 157                            | Julien Vermote (BEL)           |                                |

| Movistar Team MOV | Movistar Team MOV                 | Movistar Team MOV |
| ----------------- | --------------------------------- | ----------------- |
| Núm               | Ciclista                          | Pos               |
| 161               | Enric Mas Nicolau (ESP)           |                   |
| 162               | Jorge Arcas (ESP)                 |                   |
| 163               | Nélson Oliveira (POR)             |                   |
| 164               | Davide Formolo (ITA)              |                   |
| 165               | Ruben Guerreiro (POR)             |                   |
| 166               | Gregor Mühlberger (AUT)           |                   |
| 167               | Mathias Norsgaard Jørgensen (DEN) |                   |

| Cofidis COF | Cofidis COF                          | Cofidis COF |
| ----------- | ------------------------------------ | ----------- |
| Núm         | Ciclista                             | Pos         |
| 171         | Alexander Aranburu Deba (ESP) (ruta) |             |
| 172         | Valentin Ferron (FRA)                |             |
| 173         | Ion Izagirre Insausti (ESP)          |             |
| 174         | Jan Maas (NED)                       |             |
| 175         | Sylvain Moniquet (BEL)               |             |
| 176         | Paul Ourselin (FRA)                  |             |
| 177         | Dylan Teuns (BEL)                    |             |

| Uno-X Mobility UXM | Uno-X Mobility UXM               | Uno-X Mobility UXM |
| ------------------ | -------------------------------- | ------------------ |
| Núm                | Ciclista                         | Pos                |
| 181                | Magnus Cort Nielsen (DEN)        |                    |
| 182                | Martin Bugge Urianstad (NOR)     |                    |
| 183                | Fredrik Dversnes (NOR)           |                    |
| 184                | Ådne Holter (NOR)                |                    |
| 185                | Anders Halland Johannessen (NOR) |                    |
| 186                | Andreas Leknessund (NOR)         |                    |
| 187                | Sakarias Koller Løland (NOR)     |                    |

| EF Education-EasyPost EFE | EF Education-EasyPost EFE | EF Education-EasyPost EFE |
| ------------------------- | ------------------------- | ------------------------- |
| Núm                       | Ciclista                  | Pos                       |
| 191                       | Ben Healy (IRL)           |                           |
| 192                       | Kasper Asgreen (DEN)      |                           |
| 193                       | Samuele Battistella (ITA) |                           |
| 194                       | Alex Baudin (FRA)         |                           |
| 195                       | Neilson Powless (USA)     |                           |
| 196                       | Archie Ryan (IRL)         |                           |
| 197                       | Harry Sweeny (AUS)        |                           |

| Team Jayco AlUla JAY | Team Jayco AlUla JAY      | Team Jayco AlUla JAY |
| -------------------- | ------------------------- | -------------------- |
| Núm                  | Ciclista                  | Pos                  |
| 201                  | Ben O'Connor (AUS)        |                      |
| 202                  | Koen Bouwman (NED)        |                      |
| 203                  | Chris Harper (AUS)        |                      |
| 204                  | Michael Hepburn (AUS)     |                      |
| 205                  | Michael Matthews (AUS)    |                      |
| 206                  | Mauro Schmid (SUI) (ruta) |                      |
| 207                  | Filippo Zana (ITA)        |                      |

| Intermarché-Wanty IWA | Intermarché-Wanty IWA  | Intermarché-Wanty IWA |
| --------------------- | ---------------------- | --------------------- |
| Núm                   | Ciclista               | Pos                   |
| 211                   | Louis Barré (FRA)      |                       |
| 212                   | Kamiel Bonneu (BEL)    |                       |
| 213                   | Dries De Pooter (BEL)  |                       |
| 214                   | Alexander Kamp (DEN)   |                       |
| 215                   | Gerben Kuypers (BEL)   |                       |
| 216                   | Tom Paquot (BEL)       |                       |
| 217                   | Georg Zimmermann (GER) |                       |

| Lotto LOT | Lotto LOT                   | Lotto LOT |
| --------- | --------------------------- | --------- |
| Núm       | Ciclista                    | Pos       |
| 221       | Lennert Van Eetvelt (BEL)   |           |
| 222       | Logan Currie (NZL)          |           |
| 223       | Jarrad Drizners (AUS)       |           |
| 224       | Arjen Livyns (BEL)          |           |
| 225       | Eduardo Sepúlveda (ARG)     |           |
| 226       | Reuben Thompson (NZL)       |           |
| 227       | Jonas Gregaard Wilsly (DEN) |           |

| Team TotalEnergies TEN | Team TotalEnergies TEN   | Team TotalEnergies TEN |
| ---------------------- | ------------------------ | ---------------------- |
| Núm                    | Ciclista                 | Pos                    |
| 231                    | Jordan Jegat (FRA)       |                        |
| 232                    | Rayan Boulahoite (FRA)   |                        |
| 233                    | Mathieu Burgaudeau (FRA) |                        |
| 234                    | Fabien Doubey (FRA)      |                        |
| 235                    | Fabien Grellier (FRA)    |                        |
| 236                    | Alan Retailleau (FRA)    |                        |
| 237                    | Baptiste Vadic (FRA)     |                        |

| Wagner Bazin WB WB2 | Wagner Bazin WB WB2         | Wagner Bazin WB WB2 |
| ------------------- | --------------------------- | ------------------- |
| Núm                 | Ciclista                    | Pos                 |
| 241                 | Floris De Tier (BEL)        |                     |
| 242                 | Luca De Meester (BEL)       |                     |
| 243                 | Ceriel Desal (BEL)          |                     |
| 244                 | Johan Meens (BEL)           |                     |
| 245                 | Henri-François Haquin (FRA) |                     |
| 246                 | Leander Van Hautegem (BEL)  |                     |
| 247                 | Loïc Vliegen (BEL)          |                     |